# Okrąglica Południowa
Okrąglica Południowa (785 m) – szczyt w grzbiecie głównym Pasma Radziejowej w Beskidzie Sądeckim. Znajduje się w północnym końcu tego pasma, pomiędzy Okrąglicą Północną (767 m) a Wojakówką (834 m). W północno-zachodnim kierunku do doliny Dunajca opada z Okrąglicy grzbiet ze szczytem Sobel Zarzecki, oddzielający dolinkę Polanickiego Potoku od dolinki potoku Sobel. Wschodnie stoki opadają do doliny potoku Brzynka.
Okrąglica Południowa w odróżnieniu od Okrąglicy Północnej jest w większości porośnięta lasem, stąd też widoki z niej są bardziej ograniczone. Rozciągają się tylko we wschodnim kierunku z dużej podszczytowej polany na stoku opadającym do doliny potoku Kąty. W dolnej części tej polany (na mapie oznaczonej jako przysiółek Odziska) znajdują się zabudowanie pojedynczego gospodarstwa.
Przez szczyt Okrąglicy Południowej biegnie granica między wsiami Zarzecze i Brzyna w województwie małopolskim, w powiecie nowosądeckim, w gminie Łącko.

## Szlak turystyki pieszej
żółty: Łącko – przeprawa promowa przez Dunajec – Cebulówka – Okrąglica Północna – Koziarz – Przełęcz pod Koziarzem – Błyszcz – przełęcz Złotne – Dzwonkówka – Szczawnica.

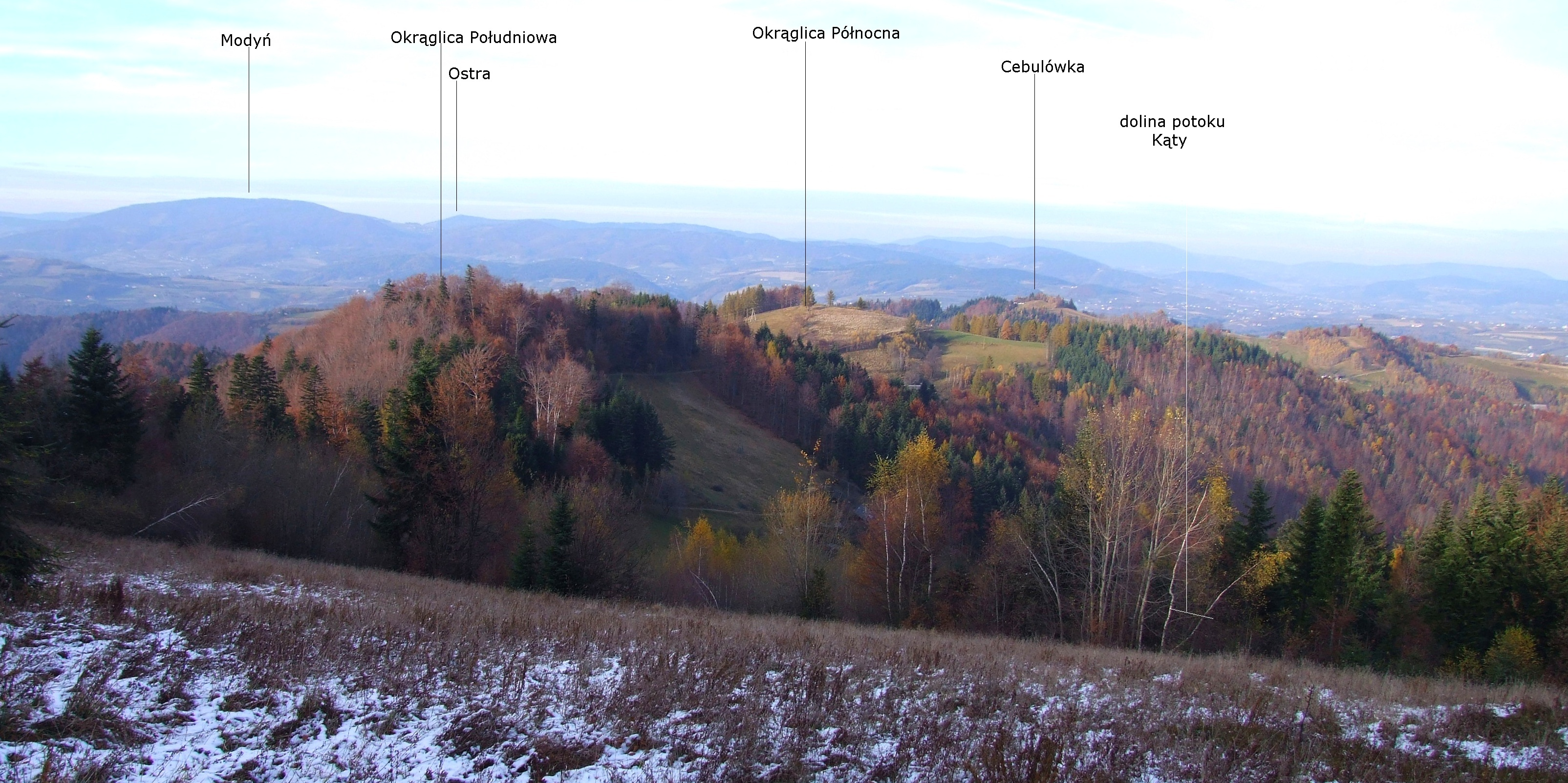
Panorama północnego końca Pasma Radziejowej